# Brexia madagascariensis

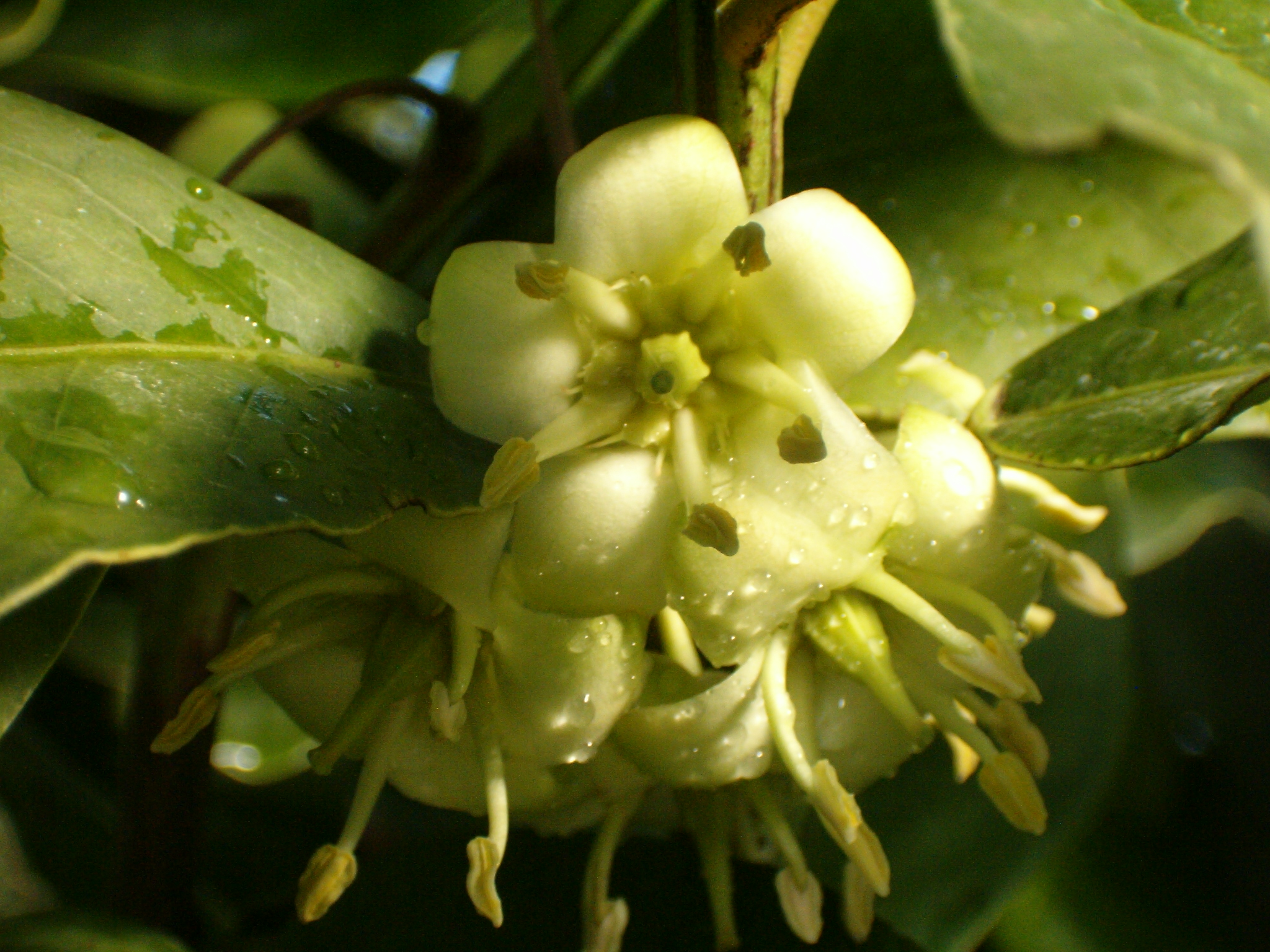
Blüte von Brexia madagascariensis

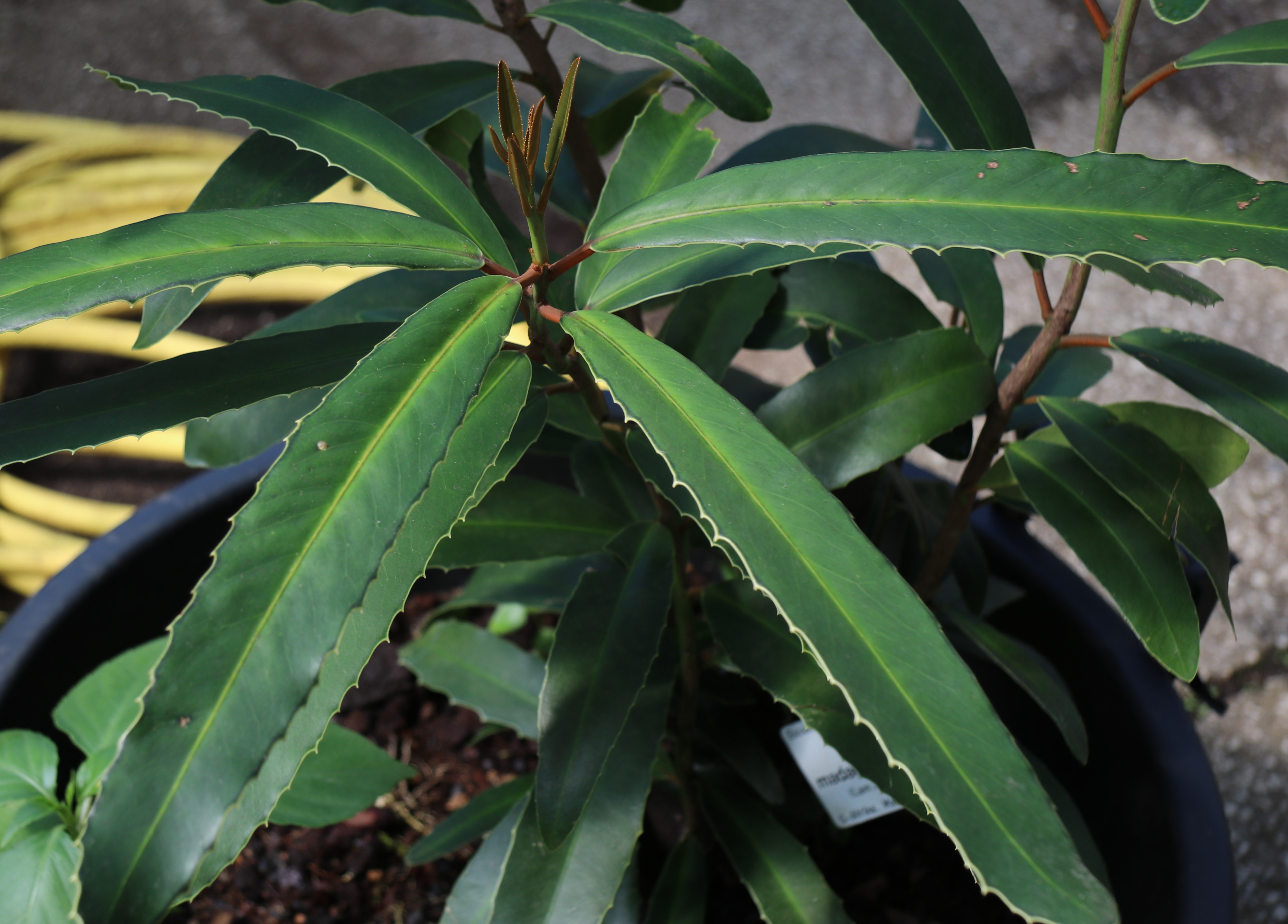
Junge Blätter

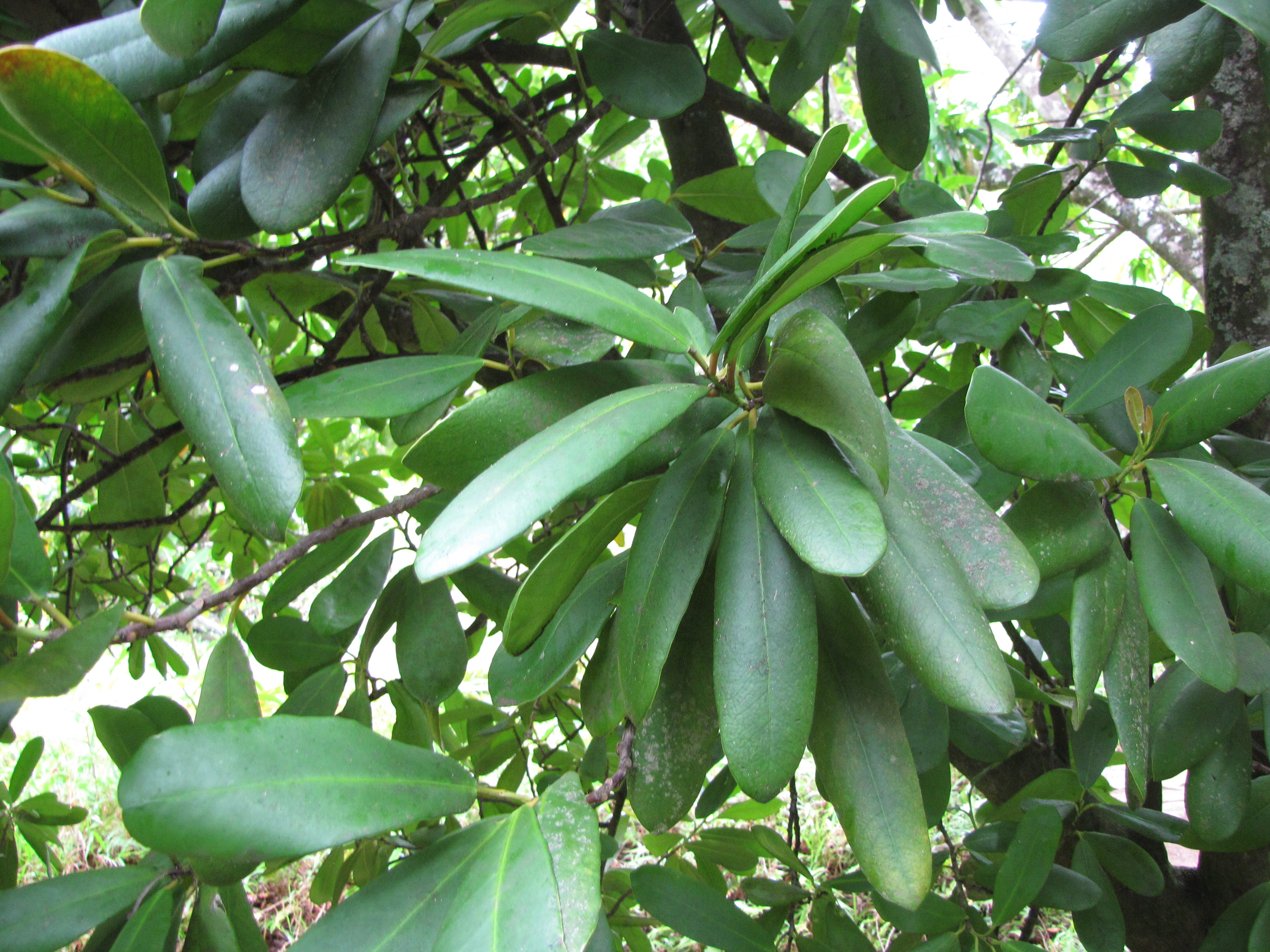
Ältere Blätter

Brexia madagascariensis ist ein kleiner Baum oder Strauch in der Familie der Spindelbaumgewächse aus dem mittleren Ostafrika und Madagaskar.

## Beschreibung
Brexia madagascariensis wächst als immergrüner, reich verzweigter Strauch oder kleiner Baum bis etwa 10 Meter hoch, ist aber meistens einiges kleiner. Die glatte Borke ist gräulich-braun.
Die wechselständigen, einfachen, kurz gestielten und ledrigen, kahlen Laubblätter sind dimorph. Die jungen Blätter sind länglich bis linealisch oder ei- bis lineallanzettlich und verkehrt-eilanzettlich sowie spitziggezähnt und sehr lang, die älteren, einiges kürzeren Blätter sind elliptisch bis länglich oder verkehrt-eiförmig bis -eilanzettlich und schwach gekerbt bis meist ganzrandig. Die Blätter sind immer abgerundet oder ausgerandet bis spitz. Die jungen, schmalen Blätter können bis 35 Zentimeter lang werden, ältere Blätter werden bis 7 Zentimeter breit. Die Nervatur ist vorwärts gefiedert mit meist hellerer Mittelader. Es sind Nebenblätter vorhanden.
Die oft langgestielten und achselständigen Blütenstände sind mehr- bis vielblütig und pseudodoldig. Die Blütenstandsstiele sind abgeflacht. Es können mehr oder weniger große und teils abfallende Deckblätter vorhanden sein. Die zwittrigen, gelb-grünlichen bis weißlichen und gestielten Blüten sind fünfzählig mit doppelter Blütenhülle. Der kleine grüne Kelch ist in der unteren Hälfte verwachsen, mit fünf freien und dreieckigen Zipfeln. Die freien, zurückgelegten Petalen sind dachziegelig angeordnet. Es sind jeweils 5 Staubblätter mit dicklichen Staubfäden, die auf einem lappigen Diskus sitzen und kleine, fleischige und fransige „Pseudostaminodien“ vorhanden. Der eiförmige und meist fünfkantige, -rippig und -kammerig Fruchtknoten ist oberständig mit einem kurzen, konischen, grünen bis orangen und rippigen Griffel mit kopfiger und mehrteiliger Narbe.
Es werden eiförmige bis ellipsoide, kurzrippige und bespitzte, hartschalige und meist fünfkammerige, zur Reife orange-bräunliche, glatte und fein texturierte Beeren (Panzerbeere) gebildet. Sie werden bis etwa 8 Zentimeter lang und bis 3 Zentimeter breit. Die vielen, abgeflachten und elliptischen Samen sind dunkelbräunlich, glatt und bis etwa 5–7 Millimeter groß.

## Systematik
Die Erstbeschreibung des Basionyms Venana madagascariensis erfolgte 1793 durch Jean-Baptiste de Lamarck in Tableau Encyclopédique et Methodique ... Botanique 2: 99, t. 131 und eine genauere Beschreibung 1808 in Encyclopédie Méthodique Botanique T. 8: 450. Die Umteilung zu Brexia madagascariensis in eine neue Gattung erfolgte 1823 durch John Bellenden Ker Gawler in Botanical Register; consisting of coloured… 9, t. 730. Es sind sehr viele Synonyme bekannt.

## Verwendung
Die Beeren sind essbar. Das Holz kann für verschiedene Anwendungen verwendet werden. Die Wurzeln werden medizinisch verwendet.